# دان لافونتن
 دان لافونتن (انگلیسی: Don LaFontaine؛ ۲۶ اوت ۱۹۴۰ – ۱ سپتامبر ۲۰۰۸) یک صدا پیشه اهل ایالات متحده آمریکا بود.